# Уинчелси, Роберт
Роберт Уинчелси (англ. Robert Winchelsey; ок. 1245 — 11 мая 1313) — английский богослов и архиепископ Кентерберийский. Учился и преподавал в университетах Парижа и Оксфорда, был канцлером последнего. Избран в архиепископы Кентерберийские в начале 1293 года. При поддержке Папского престола архиепископ сопротивлялся попыткам Эдуарда I обложить налогом духовенство. Уинчелси также выступал против королевского казначея Уолтера Лэнгтона и некоторых других священнослужителей. Смог вернуться в Англию по восшествии на престол Эдуарда II, однако вскоре присоединился к противникам нового короля. Уинчелси скончался в 1313 году. Хотя появлялись сообщения о чудесах у его гробницы, попытка канонизации оказалась неудачной.

## Ранние годы

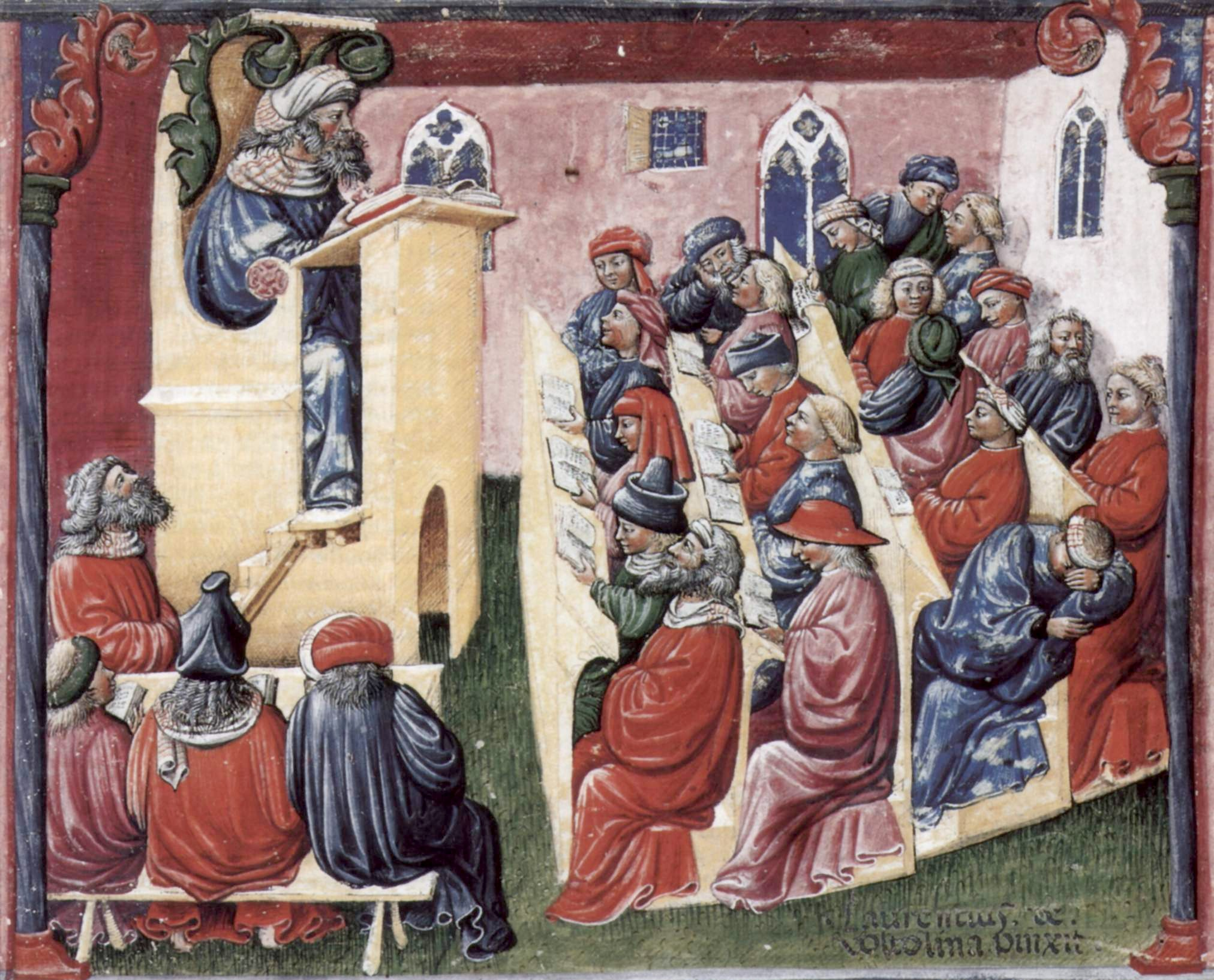
Средневековый лектор с миниатюры второй половины XIV века.

О семье и детстве Роберта известно мало. Скорее всего, он родился не позже 1247 года в местечке под названием Уинчелси в Кенте и имел брата Генри и племянника Джона.
Уинчелси учился и преподавал в университетах Парижа и Оксфорда и был ректором первого и канцлером второго. Находясь в Париже, он читал работы Фомы Аквинского, и, возможно, даже встречался с ним; его собственные богословские труды полностью соответствуют духу схоластики. В 1283 году он был назначен каноником собора Святого Павла в Лондоне, но когда именно он вернулся в Англию, неясно. Он обладал правом на пребенду с Оксгейта в диоцезе Лондона; около 1288 года стал архидиаконом Эссекса в том же диоцезе.

## Архиепископство

### Выборы
Архиепископ Кентерберийский Джон Пэкхэм скончался в декабре 1292 года, и 13 февраля 1293 года его преемником был избран Уинчелси. Ни король, ни папа не приложили руки к этому избранию, что было достаточно необычно. 1 апреля Уинчелси отплыл из Англии в Рим для получения одобрения папы римского. Посвящение было задержано из-за затянувшегося избрания нового папы; церемония была проведена в Акуиле 12 сентября 1294 года Целестином V.

### Конфликт с Эдуардом I
Уинчелси был ярым противником Эдуарда I. Принося клятву верности, он оскорбил короля, добавив слова о том, что присягает только за темпоралии, а не за спиритуалии. Всё время пребывания в сане архиепископа он отказывался позволять Эдуарду облагать духовенство налогом выше определённого уровня и выдерживал значительное давление, оказываемое королём в попытках добиться своего. В августе 1295 года Уинчелси предложил королю десятую часть всех церковных доходов — меньше, чем Эдуард надеялся. Уинчелси согласился, что если война с Францией, для которой требовались деньги, не завершится до следующего года, духовенство уступит и внесёт в казну дополнительные средства.
В 1296 году была издана папская булла Clericis laicos, запрещающая уплату налогов светской власти. В 1297 году Уинчелси призвал духовенство отказаться платить Эдуарду. Однако духовенство Йоркского диоцеза уплатило в качестве налога пятую часть своего дохода. Эдуард затем объявил отказавшихся платить священнослужителей преступниками и приказал конфисковать их собственность. Он заявил, однако, что они могут заплатить штраф в пятую часть своего дохода — сколько предложило платить в качестве налога северное духовенство. Королевские клерки и многие другие священнослужители уплатили штраф; в марте на собрании южного духовенства, после долгих споров, Уинчелси приказал каждому принимать решение самостоятельно. Судя по всему, большинство решило уступить королю, но архиепископ отказался платить в казну — Эдуард в ответ конфисковал его земли. В июле 1297 года король и прелат примирились в Вестминстере и конфискованное было возвращено. После этого Уинчелси попытался стать посредником между Эдуардом и графами, также возражавшими против новых налогов.
Раздражение Эдуарда усугубилось оппозицией Уинчелси к епископу Личфилда Уолтеру Лэнгтону, королевскому казначею. Король не был единственным, кто был недоволен архиепископом; в 1297 году на аббата Осни так сильно повлиял сделанный им выговор, что он скончался от сердечного приступа. В 1299 году Уинчелси и король ненадолго примирились, и архиепископ провёл в Кентербери бракосочетание короля с его второй супругой Маргаритой Французской. Уинчелси яро утверждал свою власть над суффраганами (подчинёнными епископами), поссорился с Бонифацием VIII из-за суссексского прихода и в 1301 году был отлучён одним из приближённых папы. Он был прощён в 1302 году.

### Ссылка и возвращение
В 1301 году Уинчелси объединился с баронами в требовании от короля реформ во время парламентской сессии в Линкольне, но союз распался из-за того, что Роберт поддержал претензии Бонифация VIII на сюзеренитет над Шотландией. Король не предпринимал действий против Уинчелси, пока в 1305 году папой не был избран под именем Климента V гасконец Бертран де Го. Эдуард отправил к папе двух посланников — Лэнгтона и Генри де Ласи — с историей о том, что Уинчелси составляет против него заговор. 12 февраля 1306 года Климент приостановил полномочия архиепископа. Уинчелси покинул Англию и отправился к папскому двору в Бордо, где оставался до смерти Эдуарда в июле 1307 года. Архиепископа поддержал только епископ Дарема Энтони Бек.
После смерти Эдуарда I новый король, Эдуард II, изъявил желание о восстановлении Уинчелси в должности, на что папа согласился 22 января 1308 года. Вскоре после своего возвращения в Англию в начале 1308 года архиепископ присоединился к противникам короля. Архиепископ и граф Уорик были единственными людьми, возражавшими против возвращения фаворита Пирса Гавестона в Англию в 1309 году. В 1310 году Уинчелси стал одним из ордейнеров, при этом пригрозив отлучением от церкви любому, кто бы посмел нарушить ордонансы.

## Смерть и наследие
Роберт Уинчелси скончался в своём поместье Отфорде 11 мая 1313 года и был захоронен в Кентерберийском соборе.
Уинчелси пользовался известностью как проповедник, собирая большие толпы в соборе Святого Павла. Основная часть его богословских работ относится ко времени, когда он работал там, проведя несколько торжественных диспутов. Сохранившиеся записи показывают его весьма ортодоксальные взгляды и схоластический метод. Сообщалось о чудесах около его гробницы в Кентербери, но попытка объявить его святым потерпела неудачу.